# Snoke
El Líder Suprem Snoke és un personatge fictici en l'univers Star Wars. Introduït en la pel·lícula de 2015 Star Wars: The Force Awakens, és el responsable de la conversió de Ben Solo al costat fosc de la força i els seus orígens són desconeguts. A la següent pel·lícula de la trilogia, Els últims Jedi va utilitzar la força connectar a Kylo amb Rey per trobar a Luke Skywalker però va morir assassinat pel mateix Kylo Ren.